# Mikko Hietanen
Mikko Hietanen (Finlandia, 1911-1999) fue un atleta finlandés especializado en la prueba de maratón, en la que consiguió ser campeón europeo en 1946.

## Carrera deportiva
En el Campeonato Europeo de Atletismo de 1946 ganó la medalla de oro en la carrera de maratón, recorriendo los 42,195 km en un tiempo de 2:24:55 segundos, llegando a meta por delante de su paisano finlandés Väinö Muinonen y del soviético Yakov Puñko (bronce con 2:26:21 segundos).